# Hoszów
Hoszów – wieś w Polsce położona w województwie podkarpackim, w powiecie bieszczadzkim, w gminie Ustrzyki Dolne. Leży przy DW896.
Wieś szlachecka Hussow, własność Tarłów, położona była w 1589 roku w ziemi przemyskiej województwa ruskiego. W latach 1975–1998 miejscowość administracyjnie należała do województwa krośnieńskiego.
Wieś leży na szlaku architektury drewnianej województwa podkarpackiego.
W 1420 król Władysław Jagiełło nadał rycerzowi Iwanowi Właszynowi pustkę Hoszów w Ziemi Przemyskiej. Hoszów obejmował całą zlewnię potoków Strywnik, Pastewnik i Rabe. Kolejne wsie powstawały w wyniku wewnętrznych podziałów tych dóbr. Jako pierwszą wydzielono z Hoszowa miejscowość Rabe, wzmiankowaną po raz pierwszy w 1540. Założono ją na prawie wołoskim. Pierwszymi właścicielami wsi byli Hoszowscy, następnie w XVI w. rodzina Tarłów. Miejscowość została zdewastowana przez Węgrów w 1657, a potem przez Tatarów w 1672. Około 1696 właścicielem wsi był podczaszy żytomierski Łukasz Dydyński. W sierpniu 1769 w tych okolicach rozegrała się bitwa w ramach konfederacji barskiej przeciw wojskom rosyjskim Drewicza i pod Hoszowem został ranny rotmistrz przemyski Franciszek Pułaski, stryjeczny brat Kazimierza Pułaskiego, który został przywieziony na zamek Kmitów w Lesku, gdzie zmarł.

## Zabytki
- cerkiew greckokatolicka pw. św. Mikołaja wzniesiona w 1939, obecnie kościół rzymskokatolicki pw. bł. Bronisławy. Świątynia należy do grupy zabytków, których forma ukształtowała się w wyniku poszukiwań stylistycznych, mających doprowadzić do wypracowania form tzw. uniwersalnego ukraińskiego „stylu narodowego”. Podobnym zjawiskiem w polskiej tradycji kulturowej tego czasu jest „styl zakopiański”.

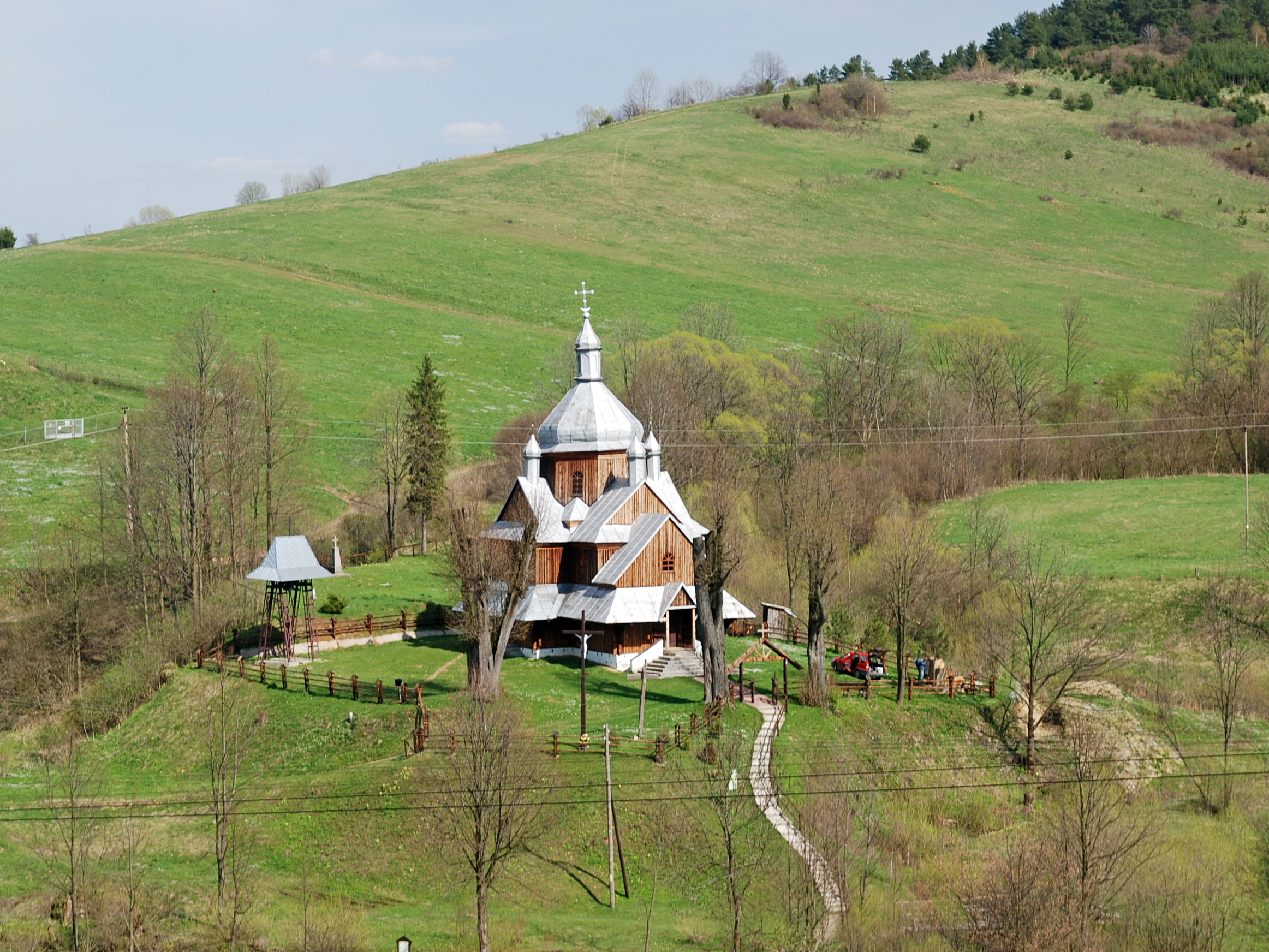
Otoczenie cerkwi
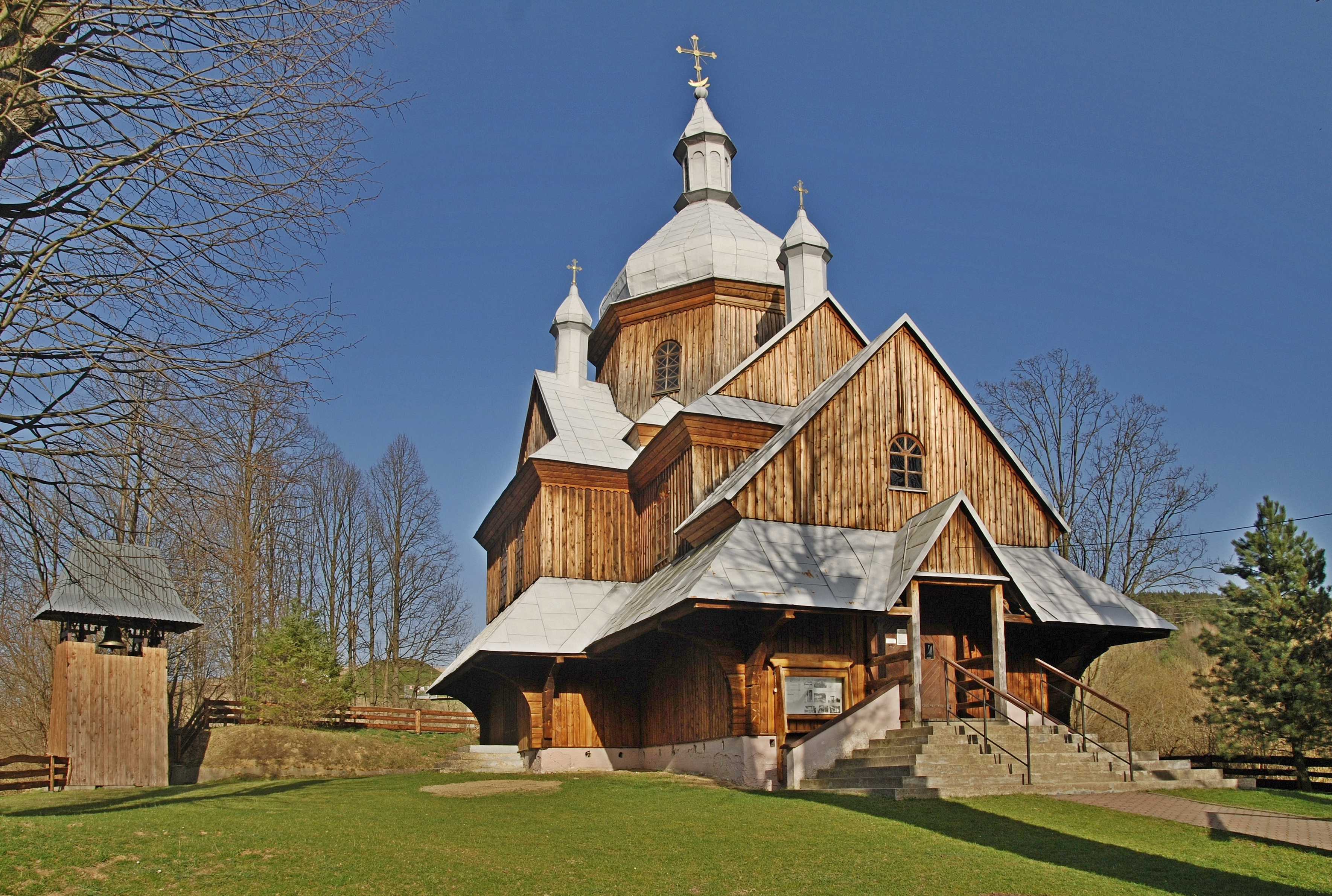
Widok od frontu
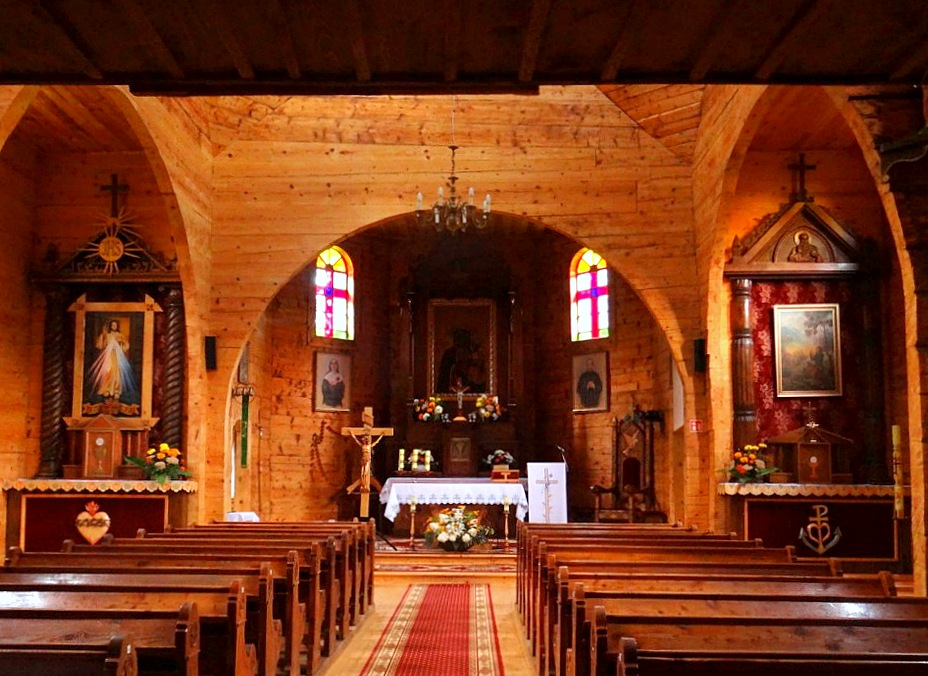
Wnętrze